# 純橄欖岩

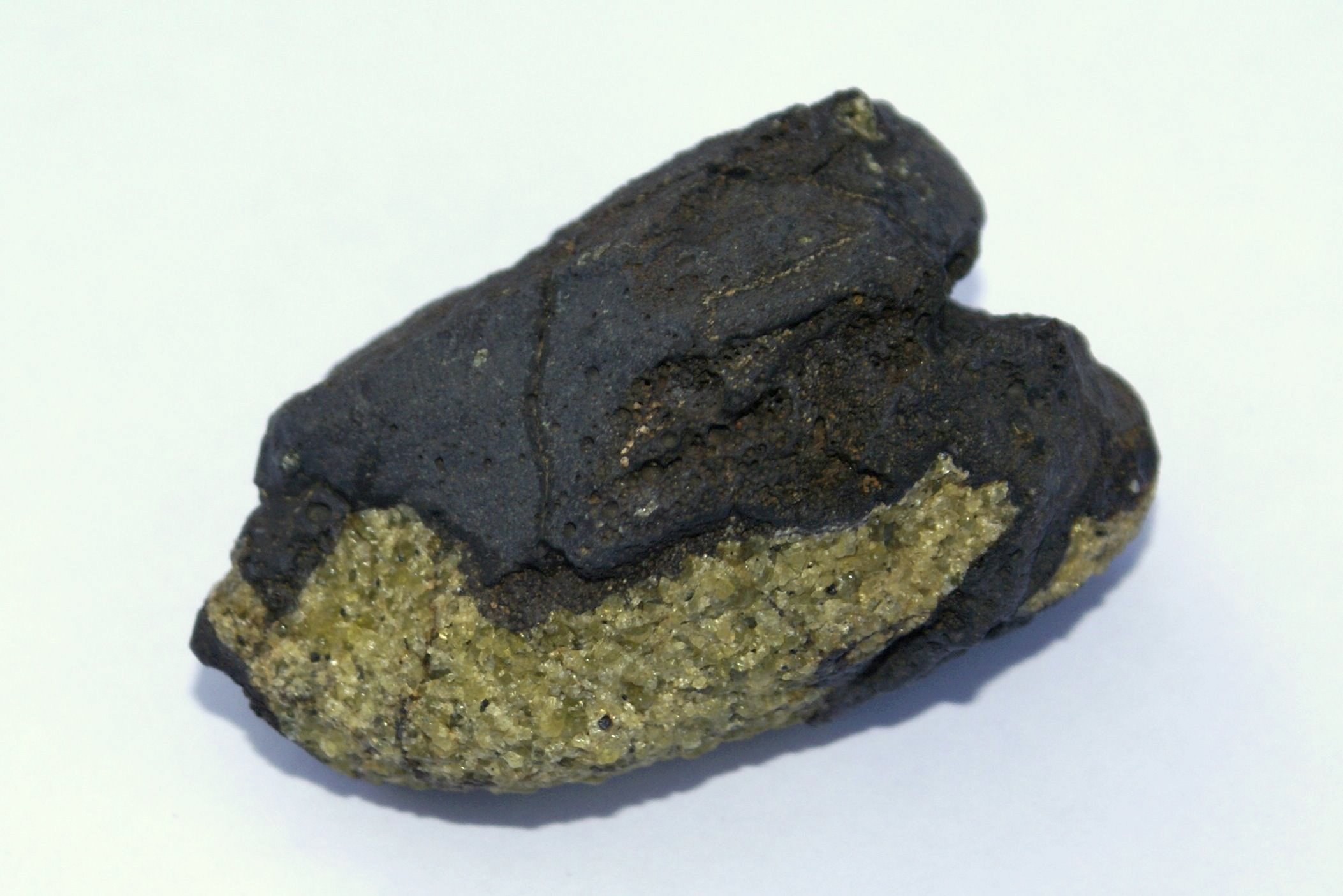
由黑色 碧玄岩 組成的火山彈含綠色純橄欖岩

純橄欖岩（英語：Dunite），也稱為Olivinite，是一種基性深成火成岩，具顯晶（粗粒）結構。礦物組合超過90%是橄欖石，還有少量其他礦物比如輝石、鉻鐵礦、磁鐵礦和鎂鋁榴石（pyrope）等。
純橄欖岩和其他橄欖岩被認為是約400 km（250 mi）深度以上地幔的主要成分。 純橄欖岩是洋殼產物很少產於在陸殼岩石中。通常產於蛇綠岩套的底部，在大陸或島弧碰撞（造山運動）期間，從俯衝帶的地幔岩板被上沖到大陸地殼上，在高山型造山運動的橄欖岩地塊中，這些地塊代表在造山運動期間被暴露的大陸殼底下的地幔碎片，純橄欖岩在近地表環境中經歷逆行變質作用，轉變為蛇紋岩和滑石。
純橄欖岩由奧地利地質學家Ferdinand von Hochstetter於1859年以新西蘭尼爾森附近的Dun Mountain命名，此山因其下伏的超基性岩石呈暗褐色而得名，產生這種顏色是由橄欖石中的鐵在地表風化作用成氧化鉄之故。

綠色代表純橄欖岩礦物組成

## 成因及產狀
純橄欖岩在蛇綠岩套、高山型橄欖岩地塊和捕虜岩中的形成，是在上地幔的岩漿，經由抽取玄武岩漿後留下的殘留物。 
純橄欖岩在地幔中形成是經由矽酸鹽熔體與二輝橄欖石或方辉橄榄岩(harzburgite)之間的作用，矽酸鹽熔體能從周圍的岩石中溶解斜方輝石后，其留下的殘留物會逐漸富集橄欖石。
在岩漿房的底部，純橄欖岩也可經由橄欖石晶體堆積而成。通常是形成在大型玄武岩或苦橄玄武岩岩漿房中，長呈層狀侵入火成岩與异剥橄榄岩 (wehrlite)、橄欖石輝石岩、方輝石（harzburgite）甚至鉻鐵礦的火成堆積岩共生。 
小的層狀侵入火成岩在地球歷史中分佈很廣，例如紐約的三疊紀Palisades Sill和格陵蘭較大的始新世Skaergaard複合體。但大的層狀鎂鐵質侵入火成岩，幾乎都在是元古代，例如Stillwater火成岩複合體（蒙大拿州）、Muskox侵入岩（加拿大）和 Great Dyke（津巴布韋）。純橄欖岩的火成堆積岩也分佈於蛇綠岩套中，常與异剥橄榄岩wehrlite、輝石岩和輝長岩層共生。
小的層狀侵入火成岩在地球歷史中分佈很廣，例如紐約的三疊紀Palisades Sill和格陵蘭較大的始新世 Skaergaard複合體。但大的層狀鎂鐵質侵入火成岩，幾乎都在是元古代，例如Stillwater火成岩複合體（蒙大拿州）、Muskox侵入岩（加拿大）和 Great Dyke（津巴布韋）。純橄欖岩的火成堆積岩也分佈於蛇綠岩套中，常與异剥橄榄岩wehrlite、輝石岩和輝長岩層共生。

## 產地
純橄欖岩產地包括美國的华盛顿州喀斯喀特山脈北部貝克山附近的雙姐妹山，欧洲的賽普勒斯的特罗多斯山脈。在加拿大的不列颠哥伦比亚省南部，於Tulameen地區發現的超基性岩複合體，主要由純橄欖岩構成，這些岩石富含鉑族金屬、鉻鐵礦和磁鐵礦。

## 碳封存潛力
若通過加速化學風化作用，純橄欖岩可用於封存二氧化碳幫助緩解全球氣候暖化，開採出的純橄欖岩，研磨成粉末狀，可與大氣中的二氧化碳反應成菱鎂礦和二氧化矽 。